# Котельников, Виктор Михайлович
Ви́ктор Миха́йлович Коте́льников (19 января 1924, Астрахань, РСФСР, СССР) ― советский деятель здравоохранения, врач-хирург, врач-фтизиатр. Заместитель министра социального обеспечения РСФСР (1972―1989), министр здравоохранения Марийской АССР (1958―1968). Заслуженный врач РСФСР (1965), кандидат медицинских наук (1968). Участник Великой Отечественной войны. Член ВКП(б).

## Биография
Родился 19 января 1924 года в Астрахани.
Участник Великой Отечественной войны: красноармеец 180 армейского запасного стрелкового полка, в январе 1943 года комиссован по ранению.
Вернулся на родину, в 1947 году окончил Астраханский медицинский институт. Направлен в Марийскую АССР: в 1947―1953 годах ― хирург и главный врач Косолаповской районной больницы, в 1953―1958 годах ― хирург и главный врач Волжской районной больницы. В 1958―1968 годах ― министр здравоохранения Марийской АССР. Под его началом в Марийской республике была проделана решающая часть работы по ликвидации трахомы, впервые в РСФСР проведена массовая вакцинация сельского населения против туберкулёза внутрикожным методом.
Занимался и общественной деятельностью: член ВКП(б), в годы работы в Волжской больнице избирался членом пленума Волжского райкома КПСС и депутатом Волжского районного совета. В 1963–1971 годах избирался депутатом Верховного Совета Марийской АССР VI―VII созыва.
В 1968 году стал кандидатом медицинских наук, переведён в Москву, до 1972 года ― начальник Главного управления противотуберкулёзной помощи и специализированных санаториев Минздрава РСФСР. В 1972―1989 годах ― заместитель министра социального обеспечения РСФСР.
За заслуги в области здравоохранения в 1965 году ему присвоено почётное звание «Заслуженный врач РСФСР». Награждён орденами Трудового Красного Знамени (дважды), «Знак Почёта» (дважды), медалями и 2-мя почётными грамотами Президиума Верховного Совета Марийской АССР.

## Признание
- Заслуженный врач РСФСР (1965)[1][2][4]
- Заслуженный врач Марийской АССР (1958)[1][2]
- Орден Трудового Красного Знамени (1966, 1986)[1][2]
- Орден «Знак Почёта» (1961, 1971)[1][2]
- Медаль «За доблестный труд. В ознаменование 100-летия со дня рождения Владимира Ильича Ленина»[1][2][4]
- Почётная грамота Президиума Верховного Совета Марийской АССР (1951, 1952)[1][2]